# Ster van Zwolle
A Ster van Zwolle é uma competição de ciclismo dos Países Baixos disputada na província de Overijssel com início e final em Zwolle.
A primeira edição disputou-se em 1961 e a excepção de 1994 na que ganhou o belga Marc Wauters, sempre tem sido vencida por neerlandeses já que até 2010 foi amador. Entre 2011 e 2016 fez parte do UCI Europe Tour, dentro da categoria 1.2 (última categoria do profissionalismo). Em 2017 a corrida voltou a ser amador. Em 2020 a corrida regressou ao UCI Europe Tour dentro da mesma categoria na que tinha estado anteriormente.
Dries Klein, com três vitórias, é o ciclista que mais vezes tem ganhado.

## Palmarés
Em amarelo: edição amador.
| Ano  | Ganhador              | Segundo               | Terceiro                  |
| ---- | --------------------- | --------------------- | ------------------------- |
| 1961 | Jan Papel             | Gerrit Wesseling      | Jan Boog                  |
| 1962 | Jan Schröder          | Coen Visser           | Wim de Jager              |
| 1963 | Evert Dickhof         |                       |                           |
| 1964 | Henk Koopmans         |                       |                           |
| 1965 | Henk Steevens         | Frank Ouwerkerk       | Harm Ottenbros            |
| 1966 | Jan van der Horst     | Johnny Brouwer        | Harry Van Piere           |
| 1967 | Harrie Jansen         |                       |                           |
| 1968 | Herman Hoogezaad      |                       |                           |
| 1969 | Jo Vrancken           |                       |                           |
| 1970 | Jo Vrancken           |                       |                           |
| 1971 | Juul Bruesing         | Henk Stander          | Marcel Pennings           |
| 1972 | Louis Westrus         |                       |                           |
| 1973 | Cees Priem            |                       |                           |
| 1974 | Gerrie van Gerwen     |                       |                           |
| 1975 | Frits Pirard          |                       |                           |
| 1976 | Piet Hoekstra         | Gerrie van Gerwen     | Alfons van Katwijk        |
| 1977 | Joop Ribbers          | Frits Pirard          | Henk Mutsaars             |
| 1978 | Jan Spijker           |                       |                           |
| 1979 | Hans Plugers          | Arie Versluis         | Frank Moons               |
| 1980 | Johan Kuiken          |                       |                           |
| 1981 | Dries Klein           |                       |                           |
| 1982 | Jannus Slendebroek    | Rum Snijders          | Hans Baudoin              |
| 1983 | Dries Klein           | Bert Wekema           | Lucien Goedde             |
| 1984 | Rum Mackay            | Reinier Valkenburg    | Peter Pieters             |
| 1985 | Dries Klein           | Rob Harmeling         | Chris Koppert             |
| 1986 | Erwin Kistemaker      | Eddy Schurer          | Ralph Moorman             |
| 1987 | Michel Cornelisse     | Theo Akkermans        | Rob Rijkenberg            |
| 1988 | Henk Boorsma          | Erwin Kistemaker      |                           |
| 1989 | Wietse Veenstra       |                       |                           |
| 1990 | Tonnie Akkermans      | Eric van der Heide    | Rob Mulders               |
| 1991 | Jans Koerts           | Marcel Remijn         | Eric van der Heide        |
| 1992 | Martijn Vos           | Godert de Leeuw       | Niels Boogaard            |
| 1993 | Michel Cornelisse     | Jeroen Blijlevens     | Erik van der Velde        |
| 1994 | Marc Wauters          | Harm Jansen           | Steven de Jongh           |
| 1995 | Niels Boogaard        | Steven de Jongh       | Jan Boven                 |
| 1996 | Louis de Koning       | Renger Ypenburg       | Bert Hiemstra             |
| 1997 | Bennie Gosink         | Dennis Heij           | Anthony Theus             |
| 1998 | Renger Ypenburg       | Edward Farenhout      | Paul van Schalen          |
| 1999 | Rik Reinerink         | Mark ter Schure       | John Devastem             |
| 2000 | Paul van Schalen      | Rik Reinerink         | John Den Braber           |
| 2001 | Rudie Kemna           | Danny Daelman         | John Den Braber           |
| 2002 | Marco Bos             | John Den Braber       | Bastiaan Krol             |
| 2003 | Mark Vlijm            | Marco Bos             | Tom Veelers               |
| 2004 | Marvin van der Pluijm | Marcel Alma           | Arno Wallaard             |
| 2005 | Peter Möhlmann        | Marvin van der Pluijm | Christoph von Kleinsorgen |
| 2006 | Marvin van der Pluijm | Markus Eichler        | Fulco Van Gulik           |
| 2007 | Dennis Smit           | Arnoud van Groen      | Wouter Mol                |
| 2008 | Germ vêem der Burg    | Arnoud van Groen      | Fulco Van Gulik           |
| 2009 | Bram Schmitz          | Marco Bos             | Robin Chaigneau           |
| 2010 | Bert-Jan Lindeman     | Pieter Jan Polling    | Ruud Fransen              |
| 2011 | Barry Markus          | Wim Botman            | Grischa Janorschke        |
| 2012 | Robin Chaigneau       | Moreno Hofland        | Wesley Kreder             |
| 2013 | Dylan van Baarle      | Marco Brus            | Elmar Reinders            |
| 2014 | Bert-Jan Lindeman     | Troels Vinther        | Brian van Goethem         |
| 2015 | Elmar Reinders        | Dimitri Claeys        | Haavard Blikra            |
| 2016 | Jeff Vermeulen        | Coen Vermeltfoort     | Nicolai Brøchner          |
| 2017 | Fabio Jakobsen        | Jim Lindenburg        | Gert-Jan Bosman           |
| 2018 | Maarten van Trijp     | Jaap Kooijman         | René Hooghiemster         |
| 2019 | Coen Vermeltfoort     | Raymond Kreder        | André Looij               |
| 2020 | David Dekker          | Olav Kooij            | Coen Vermeltfoort         |